# Inclán
Inclán es una parroquia del concejo de Pravia, en el Principado de Asturias (España). Alberga una población de 101 habitantes en 107 viviendas. Ocupa una extensión de 7.82 km². Está situada a 7 km de la capital del concejo.
Se sitúa en la zona central del concejo y limita al norte con la parroquia de Faedo (Cudillero); al noreste con la de Villafría; al este con la de Escoredo; al sureste con la de Selgas; al sur y suroeste con la de Arango; y al oeste con la de Villavaler.

## Poblaciones
Según el nomenclátor de 2009 la parroquia está formada por las poblaciones de:
- Fondos de Villa (aldea): 15 habitantes.
- Godina (lugar): 35 habitantes.
- Inclán (casería): 20 habitantes.
- Masfera (casería): 2 habitantes.
- San Esteban (casería): 6 habitantes.
- Villameján (Villamexán) (aldea): 23 habitantes.